# مرض لايم عند الكلاب
مرض لايم عند الكلاب (بالإنجليزية:Lyme Disease in Dogs) من أشهر الأمراض المنتشرة التي تصيب الكلاب عن طريق أحد أنواع البكتيريا (بوريليا برغدورفيرية). يتسبب في العرج المتكرر بسبب التهاب المفاصل.
ينتقل المرض من خلال لدغة القراد وهناك أربع أنواع معروفة على الأقل من القراد تنقل هذا المرض. من المهم ملاحظة أن القراد بحد ذاته لا يسبب مرض لايم. إنما هي فقط تؤوي وتنقل البكتيريا المسببة له.
أشهر أنواع القراد المعروفة التي تنقل هذا المرض هي قراد بزر الخروع (الاسم العلمي:Ixodes ricinus) و قرادة الغزال (الاسم العلمي:Ixodes scapularis).

## الأعراض
تتنوع علامات مرض لايم. ويمكن أن تصاب العديد من الحيوانات بمرض لايم ولا تظهر عليها أي علامات. تشمل العلامات الأكثر شيوعًا في الكلاب الحمى وفقدان الشهية وألم أو انتفاخ في المفاصل والعرج وتضخم الغدد الليمفاوية والخمول. إذا تُرك مرض لايم دون علاج ، فقد يؤدي إلى تلف الكلى والجهاز العصبي والقلب. يعد مرض لايم الذي يؤثر على عمل الكلى ثاني أكثر أعراض المرض شيوعًا في الكلاب وهو قاتل بشكل عام. .
الكلاب التي تصاب بمرض لايم تظهر عليها العرج المتكرر بسبب التهاب المفاصل، قد يظهر العرج في ساق واحدة أو في ساق أخرى في كل مرة. كما أن ساق الكلب قد تكون متورمة بسبب تورم مفصل واحد أو أكثر كما يلاحظ أن مفاصل الكلب قد تكون دافئة وعند لمسها فإنها تكون مؤلمة جدا للكلب.

## طرق العلاج
نظرًا لأن هذا المرض تتسبب به بكتيريا ، فمن الممكن علاجه بالمضادات الحيوية. المضادات الحيوية المفضلة والأكثر شيوعا هي الدوكسيسيكلين ، يليه الأموكسيسيلين ، ثم الأزيثروميسين. يستمر العلاج لمدة 4 أسابيع. لكن في بعض حالات الإصابة الأخرى قد تطول المدة أكثر من ذلك. قد يصف الطبيب البيطري بعض مضادات الالتهابات لمساعدة الكلب على الشعور بالتحسن وتخفيف ألم المفاصل الحاد . 